# Yahoo!ゲーム
Yahoo!ゲーム（ヤフーゲーム）とは、LINEヤフー（Yahoo! JAPAN）が運営するインターネット無料ゲームサイトである。
ゲーム情報（新作や発売前のコンピュータゲームを紹介する記事）と、無料ゲーム（ブラウザゲーム）のサービスを提供している。
2010年にはソーシャルゲームプラットフォームを備えるSNS（ソーシャル・ネットワーキング・サービス）「Mobage」を展開する株式会社ディー・エヌ・エー（DeNA）と提携したことに伴い、無料ゲーム配信のサービスを一部休止した。現在は、後継サービスとして「Yahoo!モバゲー」がコンテンツの一部を引き継いでいる。
本記事では2010年10月5日に配信を終了した無料ゲームについて説明する。

## 概要
定番のボードゲームの他、トランプゲーム、オリジナルのバラエティゲームなどのゲームのサービスを提供していた。また、一人用ゲームも多数あった。

## 主な無料ゲーム

### 2010年10月5日以前
以下のタイトルは、2010年10月5日まで配信されたゲーム。
- 麻雀
- 大富豪
- 将棋
- 囲碁
- オセロ
- ビリヤード
- ブロキシー
- マージャン・ソリティア - 上海と同様のパズルゲーム
- バックギャモン
- チェッカー
- チェス
- ブリッジ
- ポーカー
- ブラックジャック
- ハーツ
- スペード
- ドロップキューブ

## 配信終了後の動向

### Yahoo!モバゲーに引き継がれたゲーム
以下の無料ゲームは、Yahoo!ゲームからYahoo!モバゲーに引き継がれ、2010年9月21日にリニューアル配信された。「（括弧内）」は、Yahoo!モバゲーでの名称。2010年10月5日で配信終了した。
- 麻雀／大富豪／将棋／囲碁／オセロ／ビリヤード／ブロキシー（あにがめ）／マージャン・ソリティア（上海）

### 配信を終了したゲーム
以下のゲームについても終了が発表された。こちらも2010年10月5日で配信終了した。
- コントラクトブリッジ／スペード／チェス／ドロップキューブ／バックギャモン／ブラックジャック／チェッカー／ハーツ／ポーカー